# Мамардашвили, Георгий
Гео́ргий Мамардашви́ли (груз. გიორგი მამარდაშვილი; род. 29 сентября 2000, Тбилиси) — грузинский футболист, вратарь английского клуба «Ливерпуль» и национальной сборной Грузии. Участник чемпионата Европы 2024.

## Клубная карьера

### «Динамо» Тбилиси
Свою футбольную карьеру начинал в юношеской команде тбилисского клуба «Гагра». В 2012 году перебрался в тбилисское Динамо, где представлял юношеские команды различных возрастов. В сезоне 2018 года был переведён в основную команду, однако за клуб так и не дебютировал.

#### Аренда в «Рустави»
В 2019 году грузинский вратарь отправился в аренду в «Рустави». Дебютировал за клуб 2 марта 2019 года в матче против тбилисского «Локомотива», пропустив 4 гола. В своём следующем матче 6 марта 2019 года против клуба «ВИТ Джорджия» не пропустил ни одного мяча. С самого начала сезона закрепился в клубе как основной вратарь, проведя 30 матчей, из которых в 9 сохранил свои ворота нетронутыми. По окончании срока арендного соглашения покинул клуб.

#### Аренда в «Локомотив» Тбилиси
В начале 2020 года отправился в аренду в тбилисский «Локомотив». Начинал сезон со скамейки запасных. Дебютировал за клуб 9 июля 2020 года в матче против батумского «Динамо», пропустив 4 гола. Свой первый «сухой» матч за клуб сыграл 18 июля 2020 года против «Сабуртало». Затем стал основным вратарём клуба. В августе 2020 года начал вместе с клубом европейскую кубковую компанию, дойдя до третьего квалификационного раунда Лиги Европы УЕФА. Пройдя в первых двух раундах румынский «Университатя» и московское «Динамо», в третьем раунде «Локомотив» проиграл испанской «Гранаде», однако грузинский вратарь привлёк внимание испанских скаутов. В конце декабря 2020 года получил награду Грузинской футбольной федерации как лучший вратарь года. В январе 2021 года УЕФА включила футболиста в список 50 перспективнейших футболистов. В начале 2021 года также продолжил выступать за «Локомотив».

#### Аренда в «Валенсию»
В июне 2021 года отправился в испанскую «Валенсию» в аренду с правом выкупа до конца сезона. Во время предсезонной подготовки грузинский вратарь впечатлил тренера испанского клуба Хосе Бордаласа, из-за чего тот сразу же перевёл футболиста в основной состав команды на роль основного вратаря. Дебютировал за клуб 13 августа 2021 года в матче против «Хетафе», отстояв весь матч на «ноль». Первые 6 матчей в Ла Лиге являлся основным вратарём клуба, в которых пропустил 7 мячей и 2 раза сохранил ворота нетронутыми. Затем первую половину сезона провёл на скамейке запасных.

### «Валенсия»
В конце 2021 года «Валенсия» выкупила Мамардашвили и заключила с ним контракт до лета 2024 года. Первый матч уже как полноценный игрок клуба сыграл 6 февраля 2022 года в матче против «Реал Сосьедада». В апреле 2022 года стал финалистом Кубка Испании, где проиграли «Реал Бетису» лишь в серии пенальти. В своём дебютном сезоне в чемпионате провёл 18 матчей, в которых пропустил 20 голов и 8 раз сохранил свои ворота «сухими». Также несколько раз попадал в символическую сборную тура и получал награду лучшему игроку матча. В мае 2022 года по версии Marca футболист попал в сборную лучших игроков Ла Лиги по итогу сезона.
Свой новый сезон футболист начал с домашней победы в матче 14 августа 2022 года против «Жироны». В сентябре 2022 года продлил контракт с клубом до 2027 года. После обновления стоимостей игроков Ла Лиги от Transfermarkt в ноябре 2022 года, Георгий Мамардашвили стал самым дорогим вратарём в истории стран из пост-советского пространства, обогнав по этому показателю Игоря Акинфеева. На протяжении всего сезона футболист выступал в роли основного вратаря, проведя за клуб абсолютно все матчи.
Свой следующий сезон футболист начал с матча 11 августа 2023 года против «Севильи».

### «Ливерпуль»
27 августа 2024 года Мамардашвили подписал контракт с «Ливерпулем». Должен присоединиться к команде перед началом сезона 2025/26, а до этого на правах аренды продолжил выступать за «Валенсию».

## Карьера в сборной
Начинал свою международную карьеру в юношеских сборных Грузии до 17 и до 19 лет. В 2019 году был вызван в молодёжную сборную Грузии, однако дебютировал за неё лишь 8 сентября 2020 года в матче против Лихтенштейна в рамках квалификации на молодёжный чемпионат Европы, где отыграл лишь первый тайм, так как получил красную карточку.
В начале 2021 года футболист получил вызов в национальную сборную Грузии. Дебютировал за сборную 8 сентября 2021 года в товарищеском матче против Болгарии. Свой первый официальным матч сыграл 9 июня 2022 года в рамках Лиги наций УЕФА против Северной Македонии. По итогу выступления на турнире попал в символическую сборную лучших футболистов сезона в группе C4.
22 июня 2024 года в матче второго тура группового этапа Евро-2024 против сборной Чехии голкипер совершил 11 сейвов, установив тем самым рекорд чемпионатов Европы по футболу.

## Достижения

### Личные
- Футболист года в Грузии: 2024
- Орден Чести (2024)[30]

## Статистика

### Клубная
| Выступление           | Выступление      | Выступление      | Чемпионат | Чемпионат | Кубки | Кубки | Еврокубки | Еврокубки | Прочие | Прочие | Итого | Итого |
| Клуб                  | Лига             | Сезон            | Игры      | Голы      | Игры  | Голы  | Игры      | Голы      | Игры   | Голы   | Игры  | Голы  |
| --------------------- | ---------------- | ---------------- | --------- | --------- | ----- | ----- | --------- | --------- | ------ | ------ | ----- | ----- |
| → Металлург (Рустави) | Эровнули лига    | 2019             | 28        | −43       | 2     | -2    | 0         | 0         | 2      | 0      | 32    | -45   |
| → Металлург (Рустави) | Итого            | Итого            | 28        | −43       | 2     | -2    | 0         | 0         | 2      | 0      | 32    | -45   |
| → Локомотив (Тбилиси) | Эровнули лига    | 2020             | 11        | −11       | 1     | −2    | 3         | −4        | 0      | 0      | 15    | -17   |
| → Локомотив (Тбилиси) | Эровнули лига    | 2021             | 18        | −26       | 2     | −2    | 0         | 0         | 0      | 0      | 20    | -28   |
| → Локомотив (Тбилиси) | Итого            | Итого            | 29        | −37       | 3     | −4    | 3         | −4        | 0      | 0      | 35    | -45   |
| Валенсия              | Ла Лига          | 2021/22          | 18        | −20       | 3     | −2    | 0         | 0         | 0      | 0      | 21    | -22   |
| Валенсия              | Ла Лига          | 2022/23          | 38        | −45       | 4     | −4    | 0         | 0         | 0      | 0      | 42    | -49   |
| Валенсия              | Ла Лига          | 2023/24          | 37        | −41       | 0     | 0     | 0         | 0         | 0      | 0      | 37    | -41   |
| Валенсия              | Ла Лига          | 2024/25          | 26        | −41       | 0     | 0     | 0         | 0         | 0      | 0      | 26    | -41   |
| Валенсия              | Итого            | Итого            | 119       | −147      | 7     | −6    | 0         | 0         | 0      | 0      | 126   | -153  |
| Всего за карьеру      | Всего за карьеру | Всего за карьеру | 176       | −227      | 12    | −12   | 3         | −4        | 2      | 0      | 193   | -243  |

### Сборная
| Матчи Мамардашвили за сборную Грузии | Матчи Мамардашвили за сборную Грузии | Матчи Мамардашвили за сборную Грузии | Матчи Мамардашвили за сборную Грузии | Матчи Мамардашвили за сборную Грузии | Матчи Мамардашвили за сборную Грузии | Матчи Мамардашвили за сборную Грузии |
| №                                    | Дата                                 | Оппонент                             | Счёт                                 | Пропущено голов                      | Соревнование                         |                                      |
| ------------------------------------ | ------------------------------------ | ------------------------------------ | ------------------------------------ | ------------------------------------ | ------------------------------------ | ------------------------------------ |
| 1                                    | 8 сентября 2021                      | Болгария                             | 1:4                                  | 4                                    | Товарищеский матч                    |                                      |
| 2                                    | 29 марта 2022                        | Албания                              | 0:0                                  | —                                    | Товарищеский матч                    |                                      |
| 3                                    | 9 июня 2022                          | Северная Македония                   | 3:0                                  | —                                    | Лига наций УЕФА 2022/2023            |                                      |
| 4                                    | 23 сентября 2022                     | Северная Македония                   | 2:0                                  | —                                    | Лига наций УЕФА 2022/2023            |                                      |
| 5                                    | 26 сентября 2022                     | Гибралтар                            | 2:1                                  | 1                                    | Лига наций УЕФА 2022/2023            |                                      |
| 6                                    | 17 ноября 2022                       | Марокко                              | 0:3                                  | 3                                    | Товарищеский матч                    |                                      |
| 7                                    | 28 марта 2023                        | Норвегия                             | 1:1                                  | 1                                    | Отборочные матчи ЧЕ-2024             |                                      |
| 8                                    | 17 июня 2023                         | Кипр                                 | 2:1                                  | 1                                    | Отборочные матчи ЧЕ-2024             |                                      |
| 9                                    | 20 июня 2023                         | Шотландия                            | 0:2                                  | 2                                    | Отборочные матчи ЧЕ-2024             |                                      |
| 10                                   | 8 сентября 2023                      | Испания                              | 1:7                                  | 7                                    | Отборочные матчи ЧЕ-2024             |                                      |
| 11                                   | 12 сентября 2023                     | Норвегия                             | 1:2                                  | 2                                    | Отборочные матчи ЧЕ-2024             |                                      |
| 12                                   | 15 октября 2023                      | Кипр                                 | 4:0                                  | —                                    | Отборочные матчи ЧЕ-2024             |                                      |
| 13                                   | 16 ноября 2023                       | Шотландия                            | 2:2                                  | 2                                    | Отборочные матчи ЧЕ-2024             |                                      |
| 14                                   | 19 ноября 2023                       | Испания                              | 1:3                                  | 3                                    | Отборочные матчи ЧЕ-2024             |                                      |
| 15                                   | 21 марта 2024                        | Люксембург                           | 2:0                                  | —                                    | Отборочные матчи ЧЕ-2024             |                                      |
| 16                                   | 26 марта 2024                        | Греция                               | 0:0 (4:2 пен.)                       | —                                    | Отборочные матчи ЧЕ-2024             |                                      |
| 17                                   | 9 июня 2024                          | Черногория                           | 3:1                                  | 1                                    | Товарищеский матч                    |                                      |
| 18                                   | 18 июня 2024                         | Турция                               | 1:3                                  | 3                                    | Финальные матчи ЧЕ-2024              |                                      |
| 19                                   | 22 июня 2024                         | Чехия                                | 1:1                                  | 1                                    | Финальные матчи ЧЕ-2024              |                                      |
| 20                                   | 26 июня 2024                         | Португалия                           | 2:0                                  | —                                    | Финальные матчи ЧЕ-2024              |                                      |
| 21                                   | 30 июня 2024                         | Испания                              | 1:4                                  | 4                                    | Финальные матчи ЧЕ-2024              |                                      |
| 22                                   | 7 сентября 2024                      | Чехия                                | 4:1                                  | 1                                    | Лига наций УЕФА 2024/2025            |                                      |
| 23                                   | 10 сентября 2024                     | Албания                              | 1:0                                  | —                                    | Лига наций УЕФА 2024/2025            |                                      |
| 24                                   | 11 октября 2024                      | Украина                              | 0:1                                  | 1                                    | Лига наций УЕФА 2024/2025            |                                      |
| 25                                   | 14 октября 2024                      | Албания                              | 0:1                                  | 1                                    | Лига наций УЕФА 2024/2025            |                                      |
| 26                                   | 16 ноября 2024                       | Украина                              | 1:1                                  | 1                                    | Лига наций УЕФА 2024/2025            |                                      |
| 27                                   | 19 ноября 2024                       | Чехия                                | 1:2                                  | 2                                    | Лига наций УЕФА 2024/2025            |                                      |
| 28                                   | 20 марта 2025                        | Армения                              | 3:0                                  | —                                    | Лига наций УЕФА 2024/2025            |                                      |
| 29                                   | 23 марта 2025                        | Армения                              | 6:1                                  | 1                                    | Лига наций УЕФА 2024/2025            |                                      |

Итого: 29 матчей / 42 пропущенных гола; 13 побед, 5 ничьих, 11 поражений.